# William Casey (bobsleista)
William Casey – amerykański bobsleista, złoty medalista mistrzostw świata.

## Kariera
Największy sukces w karierze William Casey osiągnął w 1949 roku, kiedy wspólnie z Stanleyem Benhamem, Patrickiem Martinem i Williamem D’Amico zwyciężył w czwórkach podczas mistrzostw świata w Lake Placid. Był to jednak jego jedyny medal wywalczony na międzynarodowej imprezie tej rangi. Nigdy nie wystąpił na igrzyskach olimpijskich.